# Légion nationale
La Légion Nationale (en néerlandais Nationaal Legioen), fut le premier mouvement  fasciste en Belgique. Il fut fondé en 1922 et recrutait principalement dans le milieu des anciens combattants.

## Histoire
Le chef de cette organisation fut l'avocat liégeois et ancien combattant de 14-18 Paul Hoornaert. La Légion comptait à son apogée au maximum 5000 membres. Elle disposait d'une milice en uniforme formée sur le modèle italien. Elle trouve également son inspiration idéologique dans le fascisme italien de Benito Mussolini. En plus de l'anticommunisme et de l'antisémitisme, la Légion était aussi patriote, belgicaine et royaliste.
La Légion nationale fut principalement un phénomène francophone, mais comptait également quelques adeptes en Flandres. Un véritable rapprochement avec le parti Rex n’eut jamais lieu parce que la Légion rejetait la démocratie et ne voulait pas participer aux élections. L'organisation a infiltré l'armée belge et a joué un rôle dans le coup d'État manqué de 1936.
Durant la Seconde Guerre mondiale, la Légion nationale, en raison de son patriotisme belge, ne rejoint pas la collaboration, mais la résistance. Paul Hoornaert fut arrêté par la Gestapo en 1942 et mourut en février 1944 dans une prison allemande à Sonnenburg,.

## Personnalités
- Paul Hoornaert
- Léopold Jacquemin

## Sources
- (nl) Cet article est partiellement ou en totalité issu de l’article de Wikipédia en néerlandais intitulé « Nationaal Legioen » (voir la liste des auteurs).